# Смит-Макфи, Коди
Коди Смит-Макфи (англ. Kodi Smit-McPhee; род. 13 июня 1996) — австралийский актёр. Обладатель премии «Золотой глобус» (2022). Он наиболее известен по ролям Мальчика в фильме «Дорога», Оуэна в фильме «Впусти меня. Сага», Нормана Бэбкока в мультфильме «Паранорман, или Как приручить зомби», Александра в фильме «Планета обезьян: Революция» и Питера Гордона в фильме «Власть пса». 

## Биография
Смит-Макфи родился в Аделаиде, Южной Австралии, в семье Сони Смит и Энди Макфи. Его отец — актёр и бывший профессиональный боец. Его сестра, Сианоа Смит-Макфи, тоже актриса.
Первой полнометражной ролью Смит-Макфи была роль в фильме «Забытые желания», за которую он получил премию «AFI» лучшему молодому актёру в 2007 году, а также номинацию за лучшую мужскую роль. Его появление в фильме 2009 года «Дорога» принесло ему номинацию на премию «Critics' Choice Awards» как лучшему молодому актёру и номинацию на премию AFI как лучшему международному актёру в 2010 году. В следующем году он снялся в фильме «Впусти меня. Сага», за представление в котором он получил номинацию на «Critics Choice Awards» лучшему молодому актёру 2010 года; в этом же году его также номинировали за фильм «Соответствие Джека». В 2012 году он снялся в фильме «Конгресс». Премьера фильма состоялась в 2013 году на престижном Каннском кинофестивале.

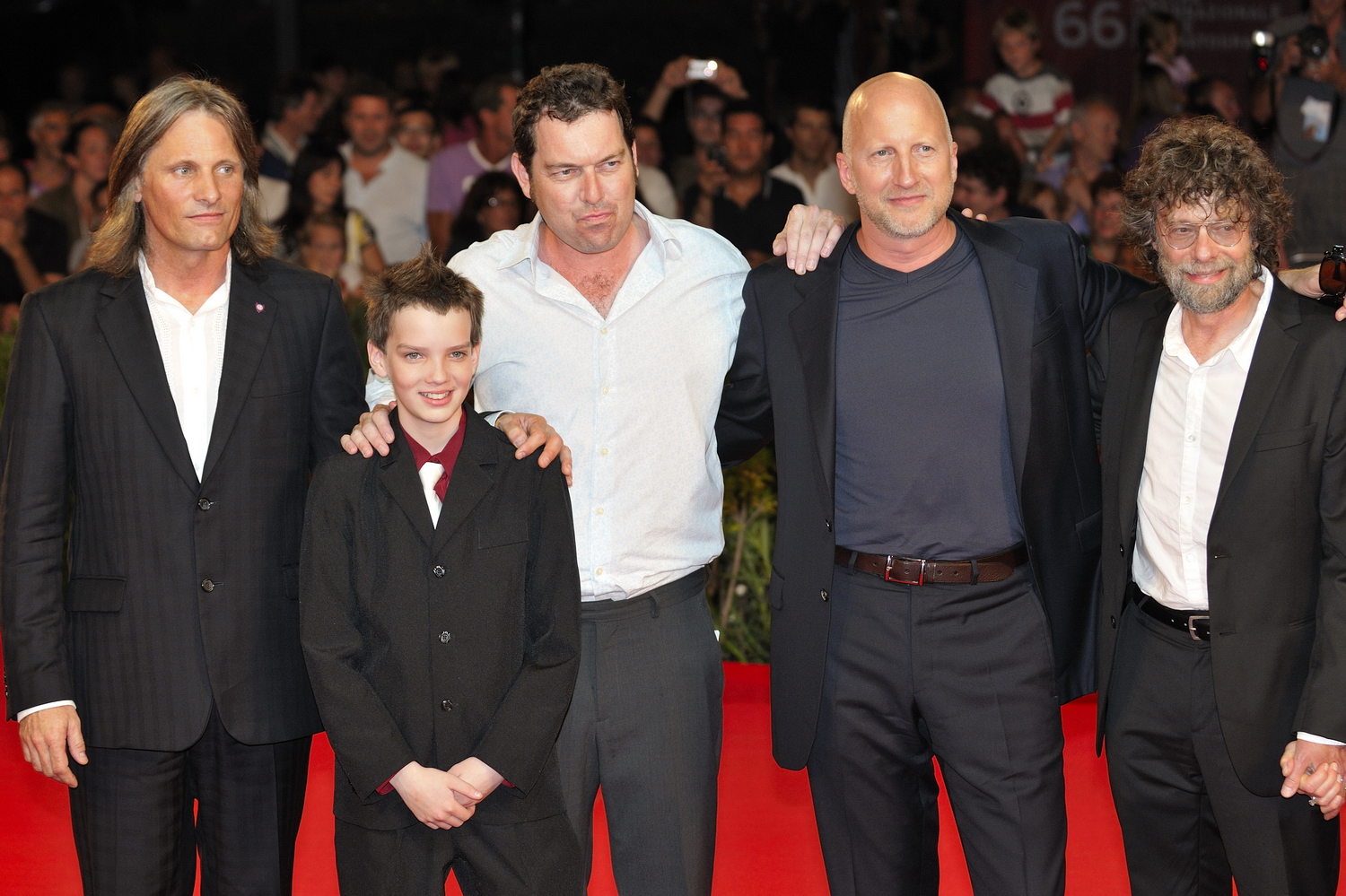
Вигго Мортенсен, Смит-Макфи, Джо Пенхолл, Джон Хиллкоут и Стив Шварц на премьере фильма «Дорога» в 2009 году

Затем в мультфильме «Паранорман, или Как приручить зомби» он озвучил главного героя Нормана. Мультфильм был номинирован как «Лучший анимационный фильм» на церемонии «Оскар» 2013 года, а также получил номинацию на премию «BAFTA» за лучший анимационный фильм 2013 года. В том же году Смит-Макфи получил роль в фильме «Мёртвая Европа». В фильме «Дикая природа Джеймса» он снимался в главной роли Джеймса. Снялся в фильме «Всеобщее руководство птицелова», премьера которого прошла на кинофестивале «Трайбека» 2013 года и сыграл Бенволио в киноадаптации «Ромео и Джульетта». Он снялся в фильме студии 20th Century Fox «Планета обезьян: Революция» (2014). Проект воссоединил его с режиссёром Мэттом Ривзом, с которым он ранее работал в фильме «Впусти меня. Сага».
В 2013 году Смит-Макфи снялся в научно-фантастическом боевике «Молодёжь». Премьера фильма состоялась на кинофестивале в Сандэнсе в январе 2014 года. Вскоре после этого он сыграл главную роль в фильме «Строго на запад», который был выпущен в 2015 году. В марте он стал частью актёрского состава восьмисерийного драматического сериала канала «Nine Network» «Галлиполи», который был выпущен в 2015 году. 17 февраля 2015 года Брайан Сингер объявил, что Смит-Макфи будет играть Ночного Змея в фильме «Люди Икс: Апокалипсис».
В 2021 году вышла драма Джейн Кэмпион «Власть пса», в которой Коди Смит-Макфи исполнил роль сына главной героини. Картина с участием Бенедикта Камбербэтча, Кирстен Данст и Джесси Племонса получила мировое признание и неоднократно включалась в списки лучших картин года. За свою работу Смит-Макфи был удостоен премии «Золотой глобус» в категории «Лучший актер второго плана», получил номинации в этой категории на кинопремии Critics’ Choice Movie Awards и BAFTA. Лучший актер второго плана по мнению Лондонского кружка кинокритиков. Номинант на «Оскар» в категории «Лучшая мужская роль второго плана».

## Фильмография

### Кино
| Год  | Русское название                    | Оригинальное название          | Роль                        | Примечания             |
| ---- | ----------------------------------- | ------------------------------ | --------------------------- | ---------------------- |
| 2005 | Беспомощный                         | Stranded                       | Тедди                       | Короткометражный фильм |
| 2006 |                                     | End of Town                    | брат                        | Короткометражный фильм |
| 2007 | Забытые желания                     | Romulus, My Father             | Рэймонд                     |                        |
| 2007 |                                     | Tinytown                       | детектив Дэвис              | Короткометражный фильм |
| 2008 | Мягкий удар                         | The Tender Hook                | Джимми                      |                        |
| 2009 | Дорога                              | The Road                       | мальчик                     |                        |
| 2010 | Соответствие Джека                  | Matching Jack                  | Финн                        |                        |
| 2010 | Впусти меня. Сага                   | Let Me In                      | Оуэн                        |                        |
| 2012 | Мёртвая Европа                      | Dead Europe                    | Йосеф                       |                        |
| 2012 | Паранорман, или Как приручить зомби | ParaNorman                     | Норман Бэбкок (озвучивание) |                        |
| 2013 | Всеобщее руководство птицелова      | A Birder’s Guide to Everything | Дэвид Портной               |                        |
| 2013 | Конгресс                            | The Congress                   | Аарон Райт                  |                        |
| 2013 | Ромео и Джульетта                   | Romeo and Juliet               | Бенволио                    |                        |
| 2014 | Молодёжь                            | Young Ones                     | Джером Холм                 |                        |
| 2014 | Дикая природа Джеймса               | All the Widerness              | Джеймс Чарм                 |                        |
| 2014 | Планета обезьян: Революция          | Dawn of the Planet of the Apes | Александр                   |                        |
| 2015 | Строго на запад                     | Slow West                      | Джей Кавендиш               |                        |
| 2016 | Люди Икс: Апокалипсис               | X-Men: Apocalypse              | Курт Вагнер / Ночной Змей   |                        |
| 2018 | Дэдпул 2                            | Deadpool 2                     | Курт Вагнер / Ночной Змей   | камео                  |
| 2018 | Альфа                               | Alpha                          | Кеда                        |                        |
| 2019 | Люди Икс: Тёмный Феникс             | Dark Phoenix                   | Курт Вагнер / Ночной Змей   |                        |
| 2019 | Меня зовут Долемайт                 | Dolemite Is My Name            | Ник                         |                        |
| 2020 | 2067: Петля времени                 | 2067                           | Итан Уайт                   |                        |
| 2021 | Власть пса                          | The Power of the Dog           | Питер Гордон                |                        |
| 2022 | Элвис                               | Elvis                          | Джимми Роджерс              |                        |
| 2024 | Мария                               | Maria                          | Мандракс                    |                        |

### Телевидение
| Год  | Русское название                            | Оригинальное название                                        | Роль          | Примечания              |
| ---- | ------------------------------------------- | ------------------------------------------------------------ | ------------- | ----------------------- |
| 2006 | Смертельный контакт: Птичий грипп в Америке | Fatal Contact: Bird Flu in America                           | Тоби Коннелли | Телевизионный фильм     |
| 2006 | Ночные кошмары и фантастические видения     | Nightmares and Dreamscapes: From the Stories of Stephen King | разные роли   | 2 эпизода               |
| 2006 | Королевская бухта                           | Monarch Cove                                                 | Джек в юности | 4 эпизода               |
| 2008 | Приключения Шарлотты и Генри                | The Adventures of Charlotte and Henry                        | Генри         | Телевизионный фильм     |
| 2015 | Галлиполи                                   | Gallipoli                                                    | Толли Джонсон | Мини-сериал, 7 эпизодов |
| 2020 | Допрос                                      | Interrogation                                                | Крис Келлер   | 10 эпизодов             |
| 2024 | Все совпадения неслучайны                   | Disclaimer                                                   | Николас       | Мини-сериал             |

## Награды и номинации
| Награды и номинации            | Награды и номинации | Награды и номинации                            | Награды и номинации        | Награды и номинации |
| Награда                        | Год                 | Категория                                      | Фильм                      | Результат           |
| ------------------------------ | ------------------- | ---------------------------------------------- | -------------------------- | ------------------- |
| Оскар                          | 2022                | Лучшая мужская роль второго плана              | Власть пса                 | Номинация           |
| BAFTA                          | 2022                | Восходящая звезда                              | Власть пса                 | Номинация           |
| BAFTA                          | 2022                | Лучшая мужская роль второго плана              | Власть пса                 | Номинация           |
| Золотой глобус                 | 2022                | Лучшая мужская роль второго плана              | Власть пса                 | Победа              |
| Премия Гильдии киноактёров США | 2022                | Лучшая мужская роль второго плана              | Власть пса                 | Номинация           |
| AACTA                          | 2007                | Лучшая мужская роль                            | Забытые желания            | Номинация           |
| AACTA                          | 2007                | Лучший молодой актёр                           | Забытые желания            | Победа              |
| AACTA                          | 2010                | Лучший международный актёр                     | Дорога                     | Номинация           |
| AACTA                          | 2010                | Лучшая мужская роль второго плана              | Соответствие Джека         | Номинация           |
| Спутник                        | 2022                | Лучшая мужская роль второго плана в кинофильме | Власть пса                 | Победа              |
| Сатурн                         | 2010                | Лучший молодой актёр                           | Дорога                     | Номинация           |
| Сатурн                         | 2015                | Лучший молодой актёр                           | Планета обезьян: Революция | Номинация           |
| Выбор критиков                 | 2010                | Лучший молодой актёр                           | Дорога                     | Номинация           |
| Выбор критиков                 | 2011                | Лучший молодой актёр                           | Впусти меня. Сага          | Номинация           |
| Выбор критиков                 | 2022                | Лучшая мужская роль второго плана              | Власть пса                 | Номинация           |